# Hollandprofil
Das Hollandprofil (Formbuchstabe HP) ist ein flaches Stahlprofil mit einer am Rand einer Flachseite befindlichen Verdickung. Diese Verdickung (Wulst) läuft über die gesamte Profillänge. Aufgrund des Wulstes bezeichnet man das Hollandprofil auch als Wulstprofil bzw. Wulstflachstahl.
Das Hollandprofil gehört zu den warmgewalzten Profilen und wird vorzugsweise im Schiffbau in den dafür vorgeschriebenen Stahlsorten verwendet. Die (zurückgezogene) Maßnorm DIN 1019 enthält 40 Abmessungen von 80 mm bis 430 mm Breite und 6 mm bis 17 mm Dicke; die aktuell gültige Norm ist die EN 10067.